# Mottainai
Mottainai(もったいない) je japonský termín. Ve staré japonštině má různé významy. Dnešní význam se dá přeložit jako „je mrháním, že věci nevyužíváme zcela dle jejich hodnoty“
Tato slovo využívala při svých projevech nositelka Nobelovy ceny míru Wangari Maathai z Keni a jsou výrazem anglického spojení "Reduce, Reuse, Recycle", tedy snižuj, opětovně využívej, recykluj. Případně "opravuj".